# Руй Дуарте де Баррош
Руй Дуарте де Баррош (нар. 18 лютого 1960) — політичний діяч Гвінеї-Бісау, перехідний прем'єр-міністр країни з травня 2012 до початку липня 2014 року.